# Лэрд-Клаус, Ник
Ник Лэрд-Клаус (англ. Nick Laird-Clowes; 5 февраля 1957, Лондон, Англия) — британский музыкант и композитор, наиболее известный как вокалист и один из основных авторов песен для группы The Dream Academy. Его самые известные песни включают «Life in a Northern Town», «The Love Parade», «The Edge of Forever», «This World», «Indian Summer», «Power to Believe» и «12/8 Angel».

## Биография
Лэрд-Клаус был членом Alfalpha and the Act до The Dream Academy. Он был также ведущим в первой серии музыкального шоу, The Tube на Channel 4.
The Dream Academy были сформированы в 1980-х годах и выпустили три альбома.
Его сольный альбом, Mona Lisa Overdrive, был выпущен под названием Trashmonk в 1999 году на принадлежащей Алану МакГи Creation Records, и переиздан спустя несколько лет с двумя дополнительными треками («Mr Karma» and «Fur Hat») под возобновлённым МакГи лейблом PopTones.
Будучи другом Дэвида Гилмора, с которым он выступил кинопродюсером альбомов The Dream Academy и A Different Kind of Weather, он стал соавтором текстов для двух песен на альбоме The Division Bell. Как Trashmonk, он открыт для некоторых представлений Гилмора в начале 2000-х годов. Гилмор сыграл в песне The Dream Academy «Living in a War», впервые выпущенном ретроспективно на сборнике 2014 года The Morning Lasted All Day — A Retrospective.
В последние годы он активно участвовал в создании саундтреков к игровым и документальным фильмам, в том числе Невидимый цирк режиссёра Адама Брукса с Кэмерон Диаз в главной роли. Он был музыкальным консультантом картины «Мечтатели» Бернардо Бертолуччи и был ответственен за написание музыки для Жестоких людей, Гриффина Данна и для Wit Licht Жана Ван де Вельде. Он также наисал музыку для фильма Ника Брумфилдса Битва за Хадиту, премьера которого состоялась на Лондонском кинофестивале в 2007 году. В июне 2009, он принял участие в создании в агитационного документального фильма Брумфилда о Гринпис, A Time Comes, включая сингл «Mayday». Он работал как композитор и музыкальный консультант для 2013 фильм Ричарда Кёртиса, Давно пора.
В мае 2007 года, Лэрд-Клаус организовал совместно с Джо Бойдом, концерт памяти Сида Барретта «The Madcap’s Last Laugh» (последний смех сумасброда) в Барбикан-центре в Лондоне, в котором он также принял участие как исполнитель.